# Awu Karangetang
Awu Karangetang är ett berg i Indonesien.   Det ligger i provinsen Sulawesi Utara, i den nordöstra delen av landet, 2 300 km öster om huvudstaden Jakarta. Toppen på Awu Karangetang är 1 786 meter över havet. Awu Karangetang ligger på ön Pulau Siau.